# Gabriel Debru
Gabriel Debru, né le 21 décembre 2005 à Grenoble, est un joueur de tennis français. Il a notamment remporté le tournoi de Roland-Garros junior.

## Biographie

### Carrière chez les juniors
En juin 2022, à l'âge de 16 ans, il remporte le tournoi junior de Roland-Garros, en dominant en finale le Belge Gilles Arnaud Bailly 7-6, 6-3,,. C'est après Roland-Garros Juniors que Debru commence à se faire entrainer par Borris Vallejo.
La même année, associé à son compatriote Paul Inchauspé, il atteint la finale du double garçons à Wimbledon, mais s'incline face à la paire américaine Gorzny-Michelsen.

## Carrière professionnelle

### 2021-2022: premiers succès en future et entrée dans le top 600
En novembre 2021, alors qu'il n'a encore que 15 ans, il remporte son premier match dans un tournoi de niveau Challenger, à Roanne, face à l'Italien Andrea Pellegrino, alors 220e mondial (4-6, 6-2, 6-3), il s'incline cependant dès le deuxième tour face à son compatriote Hugo Grenier (2-6, 3-6). Il marque ses premiers points sur le circuit principal et devient le quatrième plus jeune joueur du XXIe siècle vainqueur dans cette catégorie de tournoi et le seul joueur de 16 ans à figurer dans le top 1000 mondial.
Invité au début du mois de mai aux qualifications de l'Open d'Aix-en-Provence, Debru parvient à participer au tableau principal en battant Elliot Benchetrit et Nicolas Alvarez Varona. Il s'incline dès le premier tour face à Benjamin Bonzi (5-7, 3-6).
Avant Roland-Garros 2022, Gabriel Debru est au delà de la 780e place mondiale au classement ATP. Le 16 mai 2022, il remporte son premier match en qualifications du tournoi de Roland-Garros en battant son compatriote Arthur Fils sur abandon (6-75, 7-5, 5-3 ab.) devenant ainsi le plus jeune joueur à réaliser cette performance dans un tournoi du Grand Chelem depuis Bernard Tomic en 2008. Il s'incline cependant au deuxième tour qualificatif face au slovaque Norbert Gombos (4-6, 6-7).
Il parvient en juillet 2022 à disputer sa première demi-finale sur le circuit future, à Gubbio en Italie. Il s'y incline face au local Francesco Forti en trois manches (1-6, 6-4, 7-65).
Il est invité au début du mois de septembre au challenger de Cassis. Il s'impose au premier tour face à son compatriote Albano Olivetti (6-4, 6-3) avant de s'incliner au deuxième tour face à l'australien James Duckworth (7-64, 6-4). Il est invité la semaine suivante au Challenger de Rennes. Il y réussit son entrée en matière, en disposant de l'allemand Mats Rosenkranz en trois manches (4-6, 6-3, 6-4), avant de s'incliner face à son compatriote Hugo Gaston au deuxième tour (6-2, 4-6, 6-3).

### 2023: première finale en Challenger à Prague, rapprochement du top 300 et premier titre en ITF à Gubbio
Il commence l'année 2023 invité au challenger d'Oeiras au Portugal, qui se joue sur dur. Il réalise la surprise en éliminant le hongrois Mate Valkusz (2-6, 6-1, 7-5) au premier tour, puis l'allemand Elmar Ejupovic au second tour (6-3, 4-6, 7-5) pour se qualifier en quarts de finale d'un tournoi de niveau challenger pour la première fois de sa carrière. Il finit par perdre face au turc Cem Ilkel en deux manches (6-1, 6-2).
Il se hisse en février 2023 en quarts de finale du Challenger de Cherbourg où il s'incline face au britannique Jan Choinski. Il enchaîne avec une demi-finale au future de Monastir qu'il perd face au polonais Maks Kasnikowski. Grâce à ces résultats, il bénéficie d'une invitation à l'Open de Pau où il s'incline dès le premier tour face à Dan Added en 2 manches. Il reprend les compétitions au début du mois d'Avril où il obtient une Wild Card pour le Challenger de Murcie où il défie et s'incline au premier tour face au Kazakh Mikhail Kukushkin, ancien 39e mondial (2-6, 3-6).
Il continue sa saison en terre battue au Challenger de Split en Croatie, où il s'incline face à son compatriote Manuel Guinard au premier tour.
Il retourne sur le circuit future, à Antalya en Turquie où il enchaîne deux demi-finales en simple, et deux finales en double, où il s'impose sur la deuxième, le faisant grandement monter en classement en double. Il bénéficie d'une Wild Card pour entrer dans les qualifications pour Roland Garros, où il hérite au premier tour du dominicain Nick Hardt. Même s'il est parvenu à se reprendre pendant le deuxième set pour revenir à hauteur de son adversaire, Debru pris de crampes ne parvient pas à conclure et s'effondre dans la troisième manche où il était pourtant parvenu à breaker son adversaire (2-6, 6-1, 3-6).
Invité au Challenger de Lyon en juin 2023, un tournoi de terre battue, il affronte l'Espagnol Pedro Martínez, 40e mondial un an seulement avant leur affrontement. Devant son public, Debru remporte son premier match sur le circuit Challenger depuis février (6-1, 5-7, 6-4). Cette victoire lui permet enfin d'entrer dans le top 500. Il s'impose au deuxième tour face au Russe Ivan Gakhov en deux manches (7-5, 6-3) et se qualifie pour la 2e fois de l'année dans un quart de finale d'un tournoi Challenger. Il doit affronter Benoît Paire l'ancien numéro 18 mondial. Debru produit un match de très haut niveau remportant la première manche 6-2, mais son service s'enraille dans le tie break de la deuxième manche où il rate 3 balles de match et il concède l'égalisation de l'avignonnais (6-7). Le match est par la suite interrompu à cause de l'obscurité, et la troisième manche doit ainsi se disputer le lendemain. Sans trembler, il efface le break précoce que Paire s'était procuré et remporte six jeux d'affilée pour remporter le match (6-2, 6-7, 6-2) et participer pour la première fois à une demi-finale au niveau Challenger. Il affronte le Suisse Alexander Ritschard contre lequel il remporte la première manche avant de finalement s'incliner (6-75, 6-3, 6-2).
Il atteint au début du mois de juillet les demi-finales du tournoi de Terre battue d'Uriage-les-Bains, où il abandonne, se sentant malade face à l'Allemand Marvin Möller. La semaine suivante il s'engage au tournoi de Gubbio où il est tête de série numéro 1 et demi-finaliste sortant. Il atteint la finale en battant notamment le Belge Alexander Blockx au deuxième tour. Il affronte en finale l'Italien Federico Arnaboldi, la tête de série numéro 2 du tournoi, qu'il bat en trois manches (6-4, 3-6, 6-3) le 23 juillet. Il remporte ainsi son premier titre en futur (ITF) chez les professionnels. Ce premier titre lui permet d'entrer dans le top 400 mondial.
Le 24 juillet, sur son compte Twitter, il annonce prendre un peu de repos et son intention de participer avant les Championnats d'Europe u18 de tennis. Avec ses coéquipiers Arthur Géa et Antoine Ghibaudo, Debru ammène l'équipe de France en finale des championnats, où ils s'inclinent face à la Belgique.
Il reçoit au milieu du mois d'août une invitation au Challenger de Todi, en Italie, sur terre battue. Il y bat au premier tour l'Allemand Henri Squire 277e mondial en deux manches (6-3, 7-6), il enchaîne au deuxième tour en disposant de son compatriote Mathys Erhard, en trois sets (6-4, 2-6, 6-4) validant sa qualification pour son troisième quart de finale sur un tournoi du circuit Challenger de l'année. Il y affronte l'Italien Francesco Maestrelli, tête de série numéro 8 et ancien 149e mondial. À l'issue du match, Debru s'incline en 2 sets (6-7, 4-6), mais atteint son meilleur classement en carrière, se hissant au 355e rang mondial.
Il continue en Challenger la semaine suivante à Prague. Il dispose facilement du Géorgien Aleksandre Metreveli (6-2, 7-5), et de l'Indien Niki Kaliyanda Poonacha (6-0, 6-1) en qualifications lui permettant de participer au tableau principal du tournoi. Il débute face à l'Autrichien Lukas Neumayer, tête de série numéro 1 du tournoi, qu'il bat en 3 manches (2-6, 6-3, 6-4). Il affronte au deuxième tour le qualifié tchèque Jakub Nicod qu'il bat facilement (7-5, 6-1). Il retrouve en quarts de finale l'Américain Tody Kobat. Après un combat en trois sets de 3 h 05, Debru s'impose (7-6, 6-7, 6-4) et retrouve pour la deuxième fois de sa carrière les demi-finales d'un tournoi du circuit Challenger après son épopée à Lyon en juin. Il affronte pour une place en finale le Portugais João Sousa. Il triomphe de l'ancien numéro 28 mondial en trois manches, (5-7, 6-3, 6-4) et atteint pour la première fois de sa carrière la finale d'un tournoi Challenger. Il affronte l'Allemand Rudolf Molleker, tête de série numéro 4 du tournoi, et s'incline en deux manches (6-2, 6-2). Debru progresse au classement ATP et se rapproche du top 300 mondial.
Il enchaîne à Gênes en Challenger et bat au premier tour de qualifications Stefano Reitano (6-4, 7-6), au deuxième tour. Il est cependant battu sur abandon par Federico Iannacconne (6-2, 4-0). Après avoir passé les qualifications à Rennes, il est éliminé au premier tour par Luca Poullain, 297e mondial, en 2 sets (3-6, 3-6). Mi-octobre, il joue un Challenger à Hambourg où il bat au premier tour la tête de série no 5 Frederico Ferreira Silva.
Après sa tournée américaine à Charlottesville, à Knoxville et à Champaign, il passe de la 323ème à la 312ème place au classement ATP.

### 2024: changement d'entraîneur, premiers titres en Challenger à Troyes et Côme et entrée dans le top 300
Il commence son année par changer d'entraîneur, ainsi, en janvier 2024, il annonce sa collaboration avec l'Italien Riccardo Piatti, ancien entraîneur de deux numéros 1 mondiaux, Novak Djokovic et Jannik Sinner, ainsi que de joueurs comme Milos Raonic, Fabio Fognini ou Maria Sharapova.
Malgré tout, il peine à s'imposer au niveau Challenger, où il ne remporte qu'un seul match en tableau principal jusqu'au mois de juin, à Barcelone en avril, en plus faire face à des gênes physiques régulières. Malgré cela, il est invité au premier tour des qualifications de Roland-Garros, où il s'incline d'entrée face au Monégasque Valentin Vacherot en trois manches (6-4, 3-6, 5-7).
Sa saison en double est moins décevante, le Français atteint son meilleur classement en carrière au début du mois de mai, où, associé à son compatriote Grégoire Jacq, il atteint les demi-finales du tournoi d'Aix-en-Provence.
Le Français retrouve de bonnes performances au début d'été. Engagé à Troyes, il profite du forfait du Français de Calvin Hemery (7-5, 1-0 ab.) pour se qualifier pour le second tour où il bat l'Allemand Sebastian Fanselow (6-2, 6-3). En quarts de finale, il parvient à renverser l'Espagnol Martín Landaluce (5-7, 6-2, 65-7) ainsi que la wild card Lilian Marmousez en demi-finale (2-6, 6-2, 6-1). Pour la deuxième finale de sa carrière, Gabriel Debru domine le Kazakh Timofey Skatov en trois manches (6-3, 61-7, 7-5) pour remporter son premier titre sur le circuit challenger.
La semaine d'après, il va sur un ITF 25 à Uriage-les-Bains, où il gagne le tournoi sans difficulté. Il gagne ainsi après Gubbio son deuxième tournoi ITF. À la suite de ce tournoi, il entre dans le top 300.
Ayant perdu un important nombre de points acquis à Lyon et Prague, le Français, alors 381e mondial, décide de s'engager en Challenger à Côme pour tenter de se relancer. Initialement engagé dans les qualifications du tournoi, il y intègre le tableau principal après plusieurs forfaits d'autres participants. Gabriel Debru commence par une victoire face au Libanais Benjamin Hassan (6-2, 7-65) puis enchaîne face au Roumain Jianu (7-65, 6-2). Il bénéficie du forfait de l'ancien numéro 4 mondial Kei Nishikori en quarts pour assurer sa place dans le dernier carré du tournoi, où il bat le local Stefano Travaglia en deux manches (7-64, 6-3). Il atteint sa deuxième finale de la saison sur le circuit secondaire qu'il remporte face au Péruvien Ignacio Buse en trois manches (6-1, 2-6, 6-3). Il signe son meilleur classement, il entre à nouveau dans le top 300.
Il part ensuite au challenger 75 de Gênes. Il est battu au premier tour par Monteiro, le 77e mondial.
Au Challenger 125 de Szczezin, Gabriel Debru affronte au premier tour la tête de série numéro 1 du tournoi, Thiago Seyboth Wild, 98e mondial et spécialiste de la terre battue, qu'il bat en deux sets (6-3, 7-65), ce qui constitue sa première victoire face à un membre du top 100.

## Palmarès sur le circuit Challenger

### Titres en simple
| # | Date       | Tournoi                                    | Surface      | Adversaire     | Score          |
| - | ---------- | ------------------------------------------ | ------------ | -------------- | -------------- |
| 1 | 07-07-2024 | Internationaux de tennis de Troyes, Troyes | Terre (ext.) | Timofey Skatov | 6-3, 61-7, 7-5 |
| 2 | 01-09-2024 | Challenger Citta' di Como, Côme            | Terre (ext.) | Ignacio Buse   | 6-1, 2-6, 6-3  |

### Finales en simple
| # | Date       | Tournoi                     | Surface      | Adversaire      | Score    |
| - | ---------- | --------------------------- | ------------ | --------------- | -------- |
| 1 | 26-08-2023 | Challenger Prague 3, Prague | Terre (ext.) | Rudolf Molleker | 2-6, 2-6 |

## Parcours dans les tournois du Grand Chelem

### En simple
| Année | Open d'Australie | Open d'Australie | Internationaux de France | Internationaux de France | Wimbledon | Wimbledon | US Open | US Open |
| ----- | ---------------- | ---------------- | ------------------------ | ------------------------ | --------- | --------- | ------- | ------- |
| 2022  | —                | —                | Q2                       | Norbert Gombos           | —         | —         | —       | —       |
| 2023  | —                | —                | Q1                       | Nick Hardt               | —         | —         | —       | —       |
| 2024  | —                | —                | Q1                       | Valentin Vacherot        | —         | —         | —       | —       |

N.B. : à droite du résultat se trouve le nom de l'ultime adversaire.